# Аликанте (баскетбольный клуб)
«Алика́нте» — испанский профессиональный баскетбольный клуб из города Аликанте, выступающий в высшем дивизионе испанского чемпионата, Лиге Эндеса.

## История
Клуб был создан 31 мая 1994 года. 25 июля 1994 года он был зачислен в состав участников лиги EBA, на тот момент второго по силе дивизиона испанского чемпионата. В первый же сезон «Аликанте» удалось добраться до полуфинальных матчей за право попасть в высший дивизион, где он потерпел обидное поражение на последних секундах решающего матча с «Хихоном». Сезон 1995/96 стал для клуба менее удачным — они заняли лишь 12 место.
В 1996 году произошла реорганизация системы лиг испанского чемпионата: была создана лига LEB, ставшая второй по значимости после лиги ACB. «Аликанте» подал заявку на участие в ней и был принят. Следующие три сезона клуб заканчивал в середине турнирной таблицы лиги LEB, пока в сезоне 1999/2000 ему не удалось завоевать первое место и получить право участвовать в лиге ACB.
Первый сезон в высшем дивизионе испанского чемпионата оказался неудачным, и клуб вылетел обратно в LEB, однако снова финишировал в ней первым и вернулся в ACB. Второе пришествие оказалось более удачным: в первом же сезоне «Аликанте» финишировал в зоне плей-офф, после чего провёл в высшей лиге пять сезонов подряд. В сезоне 2004/05 клуб даже финишировал пятым, во второй раз в истории приняв участие в играх плей-офф, где в упорной борьбе уступил в первом же раунде «Уникахе».
В сезоне 2006/07 клуб финиширует 17-м и покидает лигу ACB на два года. С 2009 года клуб снова выступает в высшем дивизионе, переименованном в 2011 году в Лигу Эндесу.